# Picinisco
Picinisco är en ort och kommun i provinsen Frosinone i regionen Lazio i Italien. Kommunen hade 1 127 invånare (2018).